# Бадминтон-хаус
Бадминтон-хаус (англ. Badminton House) — основная резиденция английских герцогов Бофортов с конца XVII века, когда семейство Сомерсетов перебралось сюда из средневекового замка Раглан.
Бадминтонская усадьба издавна славится своими спортивными традициями — игрой в бадминтон, которая с конца XIX века берёт название от этого поместья, охотой на лис, а также —  Бадминтонским турниром, ежегодными соревнованиями по конному троеборью, одними из самых сложных в этой дисциплине (проводится в мае-апреле с 1949 года, входит в семёрку пятизвёздочных).
Нынешнее здание усадьбы в Глостершире возведено в начале XVIII века на фундаменте более ранних построек по палладианскому проекту Уильяма Кента.
Со второй половины XX века Бадминтон-хаус открыт для публики, коттеджи на его территории также возможно забронировать для проведения мероприятий.
Герцогская резиденция Сомерсетов стала съёмочной площадкой для таких костюмированных фильмов, как «Остаток дня» (1993) Джеймса Айвори и кассового «Пёрл-Харбора» (2001) Майкла Бэя, сериала по неоконченному роману Джейн Остин «Сэндитон» (2019–23), постапокалиптики Дэнни Бойла «28 дней спустя» (2002), а с начала 2020-х  — сериалов «Netflix» «Бриджертоны»  (2020) и «Королева Шарлотта: История Бриджертонов» (2023), «Джентльмены» (2024) Гая Ричи.